# Creepin on ah Come Up
Creepin on ah Come Up – pierwszy studyjny, debiutancki minialbum, nagrany przez Bone Thugs-n-Harmony. Krążek został wypuszczony 21 czerwca 1994 roku w wytwórni Ruthless Records. Z pomocą Eazy'ego-E, byłego członka słynnej grupy N.W.A, Bone nagrali swoją pierwszą płytę. Możemy na niej usłyszeć gościnnie Shatashę Williams oraz wcześniej wspomnianego mentora grupy. Beatami zajęli się wielcy producenci jak Yella czy Rhythm D, choć największą rolę odegrał DJ U-Neek, którego Eazy zapoznał z grupą i jak się później okazało, świetnie wpasował się w styl Bone. Na krążku znajdują się wielkie hity Thuggish Ruggish Bone i Foe tha Love of $, toteż utwory stały się singlami i nagrano do nich teledyski. Single przez długi czas znajdowały się na górnych pozycjach list muzycznych i podobnie jak album, osiągnęły spory sukces. Creepin on ah Come Up sprzedał się w nakładzie 4 milionów egzemplarzy, tym samym otworzył pewne wrota do wielkiej kariery Bone Thugs~n~Harmony.

## Lista utworów
| # | Tytuł                     | Producenci           | Goście            | Napisane przez      | Czas |
| - | ------------------------- | -------------------- | ----------------- | ------------------- | ---- |
| 1 | Intro                     | Eazy-E, Yella        |                   | Bone, Eazy-E, Yella | 1:25 |
| 2 | Mr. Quija                 | Bone Thugs-N-Harmony |                   | Bone, Eazy-E        | 1:20 |
| 3 | Thuggish Ruggish Bone     | D.J. UNeek           | Shatasha Williams | Bone, D.J. UNeek    | 4:41 |
| 4 | No Surrender              | D.J. UNeek           |                   | Bone, D.J. UNeek    | 3:36 |
| 5 | Down Foe My Thang         | Rhythm D             |                   | Bone, Rhythm D      | 4:48 |
| 6 | Creepin On Ah Come Up     | D.J. UNeek           |                   | Bone, D.J. UNeek    | 4:51 |
| 7 | Foe Tha Love Of $         | Yella                | Eazy-E            | Bone, Eazy-E, Yella | 4:32 |
| 8 | Moe Cheese [instrumental] | Yella                |                   |                     | 4:32 |